# Понс I (граф Урхеля)
Понс де Кабрера (исп. Ponç de Cabrera; 1216 — 1243) — граф Урхеля с 1236 года, виконт Ажера.
Сын Геро IV де Кабрера и его жены Эйло Перес де Кастро.

## Биография
В 1228 году вместе с отцом участвовал в защите графства Урхель от войск арагонского короля Хайме I. Тот одержал победу и передал Урхель своей наложнице Эрумбе — дочери Эрменгола VIII. В том же году Геро IV де Кабрера умер, и Понс унаследовал виконтство Ажер.
В 1231 году умерла Эрумба, и её муж Педро Португальский уступил Урхель Хайме I в обмен на Балеарские острова. Понс предъявил свои права на графство.
В 1236 году арагонский король, планировавший военный поход в Валенсию, решил обезопасить тылы. Он заключил с Понсом договор, согласно которому передавал ему в лен графство Урхель, за исключением города Балагер, который оставался за короной.
Потомки Понса де Кабрера по мужской линии правили Урхелем до 1314 года.

## Семья
Понс де Кабрера был женат дважды. Первый брак, с Эрумбой — дочерью Рамона II де Монкада, оказался бездетным.
Вторая жена — кастильская знатная особа Мария Гонсалес Хирон. От неё дети:
- Эрменгол IX (ум. 1243), граф Урхеля
- Альваро Родригес (ум. 1267), граф Урхеля
- Геро.